# Polieucto (scultore)

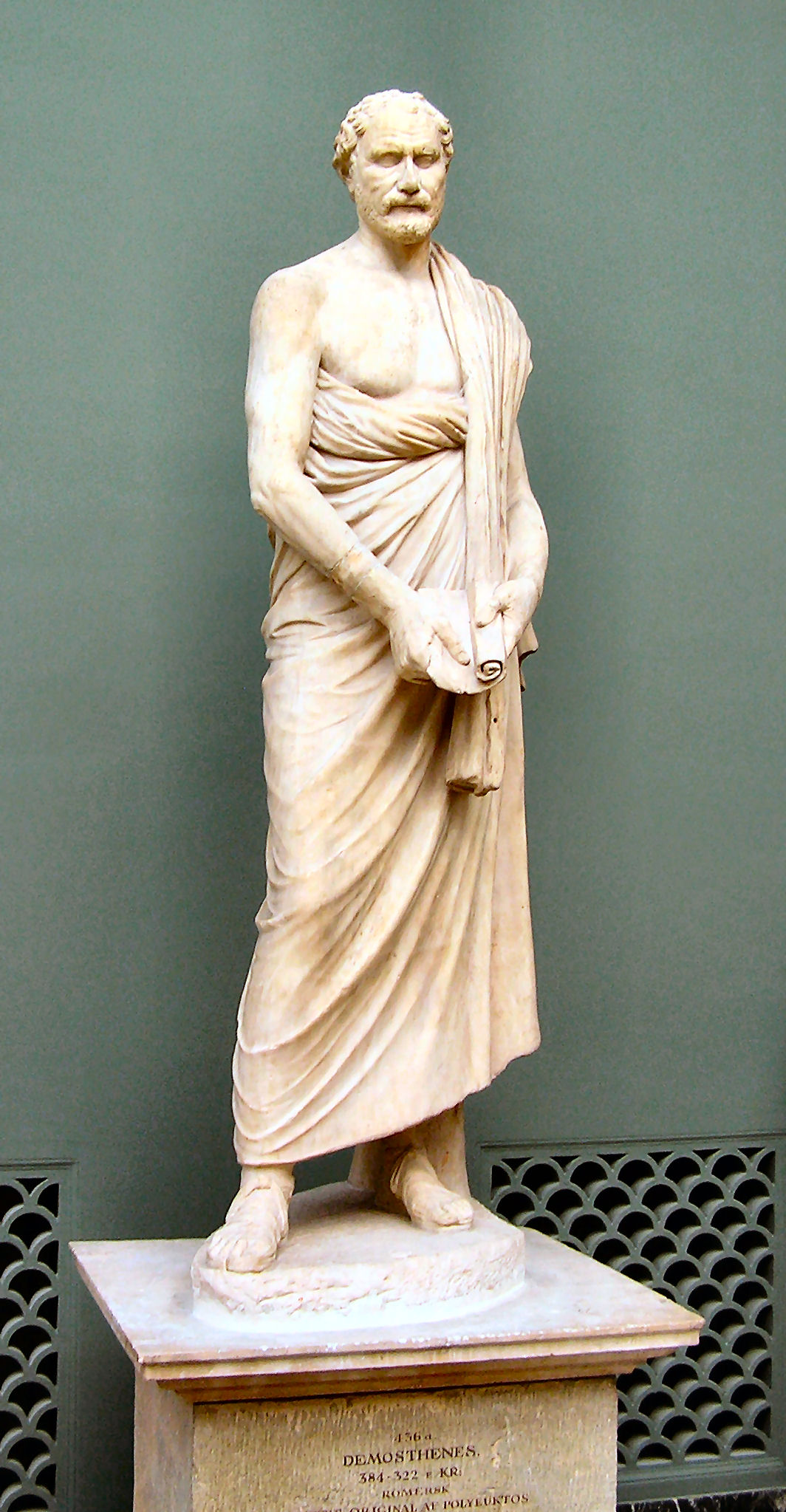
Demostene, copia dell'opera di Polieucto, Ny Carlsberg Glyptotek

Polieucto (in greco antico: Πολύευκτος?, Polýeuktos; fl. III secolo a.C.) è stato uno scultore greco antico del periodo ellenistico.

## Biografia
Quasi nulla si conosce della sua vita e delle sue opere. Tra queste ne è nota una sola, un ritratto in bronzo dell'oratore ateniese Demostene. La statua fu eseguita nel 280 a.C., 42 anni dopo la morte del loro concittadino, per ordine del popolo ateniese e per iniziativa del nipote dell'oratore, Democare. La statua fu eretta sull'agorà di Atene, non lontano dall'altare dei Dodici Dei e dal Monumento agli eroi eponimi. 
Divenuta famosa grazie al suo soggetto, la statua fu spesso copiata in epoca romana. Un aneddoto riportato da Plutarco ha permesso di riconoscere l'opera in un tipo statuario raggruppando insieme due copie più grandi del vero, conservate presso la Ny Carlsberg Glyptotek e i Musei Vaticani, e una cinquantina di busti.
L'interesse principale dell'aneddoto è descrivere la posizione delle mani della statua, che corrisponde esattamente alle due statue sopra citate, anche se le mani dell'esemplare di Copenaghen sono state modificate dal copista.
L'opera di Polieucto segna una svolta nella tradizione greca della ritrattistica: lo scultore si è sforzato di rappresentare non la personalità pubblica, ma la forza interiore dell'oratore. Demostene appare invecchiato, teso, il viso segnato da una profonda concentrazione. La posa sorprendente è stata assunta da diversi artisti in tempi moderni, in particolare da Daniel Chester French nella sua statua di Abraham Lincoln per il Lincoln Memorial.